# Kino Springs
Kino Springs est une census-designated place du comté de Santa Cruz, dans l'État de l'Arizona, aux États-Unis. En 2020, elle compte une population de 166 habitants.